# Договор

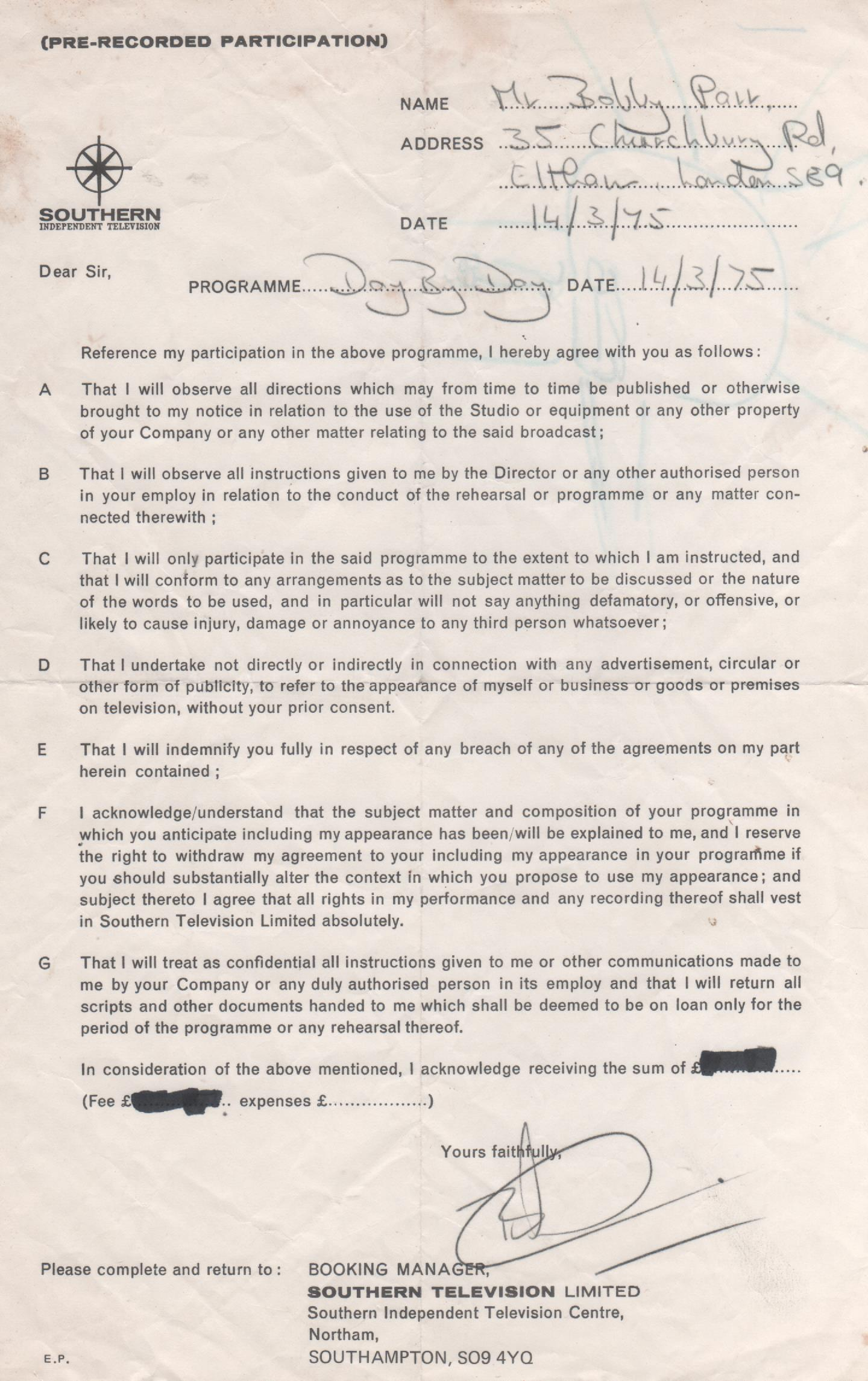
Договор на участие в телевизионной программе, Великобритания, 15 марта 1975 г.

Догово́р (мн. ч. — догово́ры), контра́кт — соглашение между собой двух или более сторон (субъектов) по какому-либо вопросу с целью установления, изменения или прекращения правовых отношений.
Договор служит источником обязательств, нравственных или юридических. Договор является одной из древнейших правовых конструкций. Сейчас он используется во многих отраслях частного и публичного права.
Происходит от слова говор, говорить — речь, беседа; сообщаться устной речью, даром слова; произносить слова, выражать мысли.

## История
Ещё со времён римского права различают вербальные (устные) и литеральные (письменные) договоры. Иногда возможно заключение договора посредством конклюдентных (согласительных) действий. По количеству субъектов договоры подразделяются на односторонние, двусторонние и многосторонние. Одной из разновидностей многостороннего договора является учредительный договор. Возможны также договоры в пользу третьего лица, не являющегося его стороной. По наличию обязательств договоры подразделяются на возмездные и безвозмездные. Также выделяют договоры консенсуальные (обязательства возникают после достижения соглашения) и реальные (обязательства возникают после определённого действия).

## Виды и типы договоров
Существуют следующие виды и типы договоров (представлены не все):
- Брачный договор
- Гражданско-правовой договор
- Международный контракт
- Трудовой договор
- Коллективный договор
- Мировое соглашение
- Международный договор
- Мирный договор
- Политическое соглашение
- и другие виды и типы.

## История развития договоров в России
В качестве первого письменного договора, связанного каким-либо образом с Россией, можно считать русско-византийский договор 907 года. Но если говорить о договорах более низкого уровня, то впервые они были закреплены в Русской Правде. В ней выделялось 4 гражданско-правовых договора: купля-продажа, заём, хранение (поклажи), личный наём. В силу объективных причин эти соглашения не были довольно развитыми: не выделялись основания расторжения, условия для заключения, не было юридических дефиниций самих понятий и так далее. Сами договоры заключались в устной форме.
Следующим этапом развития договоров можно назвать период раздроблённости, где немалую роль сыграла Псковская судная грамота. Так, в ней нашли отражение уже известные из Русской Правды договоры, но появились и новые, среди которых были мена, дарение и имущественный наём (аренда). Сами соглашения могли уже заключаться как в устной, так и в письменной форме. Существовало 2 вида письменных договоров:
- Доска (для договоров до 1 рубля). Текст договора с подписями сторон.
- Запись (для договоров суммой свыше рубля). Требовалась регистрация, после которой запись сдавалась в Троицкий собор.

## Коммерческое использование
Контракты широко используются в коммерческом праве и формируют правовую основу для сделок по всему миру. Распространёнными примерами являются договоры купли-продажи услуг и товаров (как оптовых, так и розничных), договоры подряда, договоры перевозки, лицензии на программное обеспечение, трудовые договоры, страховые полисы, продажа или аренда земли и различные другие виды использования.
Хотя Европейский союз по своей сути является экономическим сообществом с целым рядом торговых правил, общего «договорного права ЕС» не существует. В 1993 году Харви Макгрегор, британский адвокат и учёный, подготовил «договорный кодекс» под эгидой Английской и Шотландской юридических комиссий, который представлял собой предложение как унифицировать, так и кодифицировать договорное право Англии и Шотландии. Этот документ был предложен как возможный «договорный кодекс для Европы», но напряжённость между английскими и немецкими юристами означала, что это предложение пока сошло на нет.

## Значение
Существует мнение, что представление о «нерушимости контракта» является основополагающим элементом рыночной культуры.